# Maurizio Valperga
Antonio Maurizio Valperga (Torino, 1605 circa – Torino, 1688) è stato un architetto e ingegnere militare italiano.
Appartenente a una famiglia di ingegneri militari, servì nell'esercito del Re di Francia, fu ingegnere del duca di Savoia e architetto del cardinale Mazzarino.

## Biografia
Nato probabilmente a Torino nel primo decennio del Seicento, Valperga divenne già nel 1626 aiutante di Carlo di Castellamonte e nel 1634 entrò al servizio diretto del Duca di Savoia in qualità di ingegnere.
Si impone anche come architetto, visto che dal 1643 fu alla guida del nuovo cantiere del palazzo ducale di Torino (l’odierno Palazzo Reale).
Nel 1645 lasciò Torino per la Catalogna, dove partecipò con un ruolo di ufficiale alle campagne militari condotte dalla Francia contro la Spagna.
Negli anni seguenti restò al servizio della Francia come ingegnere militare, salvo brevi soggiorni a Torino.
Per conto del cardinale Mazzarino compì numerosi viaggi per studiare le fortezze dell’Elba e di Piombino, allora contese tra la Francia e la Spagna e probabilmente in una di queste missioni, cade prigioniero degli spagnoli nel 1650 e fu rinchiuso a Napoli, nella fortezza di Castel Sant’Elmo. Rimase prigioniero fino al 1659 e durante questo periodo pubblicò due opere di tecnica militare: “L’essercitio militare”, stampato nel 1653 e “L’indirizzo del nuovo soldato” nel 1655.
Tornato in libertà fu ancora al servizio di Mazzarino che gli affidò il progetto (poi passato a Guarino Guarini) per la Chiesa di Sainte-Anne la Royale a Parigi, nella quale il cardinale intendeva essere seppellito.
Valperga nel 1663 fu nuovamente a Torino, ove grazie ai suoi guadagni iniziò la costruzione del palazzo Valperga Galleani in via della Provvidenza e di una villa a Grugliasco:
Tuttavia non interruppe i suoi viaggi che in qualità di ingegnere militare, lo portarono olche che in Francia anche nelle Fiandre, a Monaco, a Malta.
Nel 1667 venne nominato “Primo Ingegnere” del duca Carlo Emanuele II di Savoia raggiungendo l’apice della carriera, diventando nobile e acquistando il feudo di S. Marzanotto nell’astigiano.
Negli anni successivi lavorò a Torino (palazzo Cisterna, fortificazioni di Porta Nuova) e in Piemonte (opere di contenimento del Sesia a Vercelli, fortificazioni di Verrua e di Vercelli).
Morì nel 1688 a Torino e venne sepolto nella chiesa di S. Carlo.
Il figlio Andrea, morto nel 1694, seguì la carriera paterna di architetto.

## Opere

### Malta
Arrivò a Malta nel 1670 chiamato per dare consigli sulle fortificazioni di Floriana e in breve acquistò la fiducia del grande maestro dell'ordine che prevedendo una nuova invasione da parte dei Turchi gli chiese i progetti per nuove fortificazioni a Birgu, Senglea et Bormla.
Valperga pose la prima pietra di un'imponente muraglia di 4,5 km di lunghezza che poteva proteggere una popolazione di 40 000 persone.
Per completare il dispositivo difensivo propose di costrire un forte sulla punta Sottile per controllare l'entrata al Porto Grande.
Il forte sarà chiamato Forte Ricasoli dal nome del suo finanziatore: Valperga non vide la conclusione dei lavori in quanto fu richiamato a Torino nel novembre del 1670.
L’insieme dei suoi progetti fu eseguito da Médéric Blondel l'ingegnere militare del grande maestro.